# Driven to Destruction
Driven to Destruction (titre américain : Test Drive: Eve of Destruction) est un jeu vidéo de course développé par Monster Games et édité par Atari Inc., sorti en 2004 sur PlayStation 2 et Xbox.

## Accueil
- Jeuxvideo.com : 14/20[1]